# 국립간호대학교
국립간호대학교(國立看護大學校， 일본어: 国立看護大学校 고쿠리쓰칸고다이갓코[*], 영어: National College of Nursing, Japan)는 일본 도쿄도 기요세시에 위치한 대학교이다. 2001년 1월 6일 설립되었다.

## 같이 보기
- 국군간호사관학교